# Vita Club Mokanda
Der Vita Club Mokanda (früher Victoria Club Mokanda) ist ein Fußballverein aus Pointe-Noire in der Republik Kongo. Er trägt seine Heimspiele im Stade Municipal de Pointe-Noire aus.
Der Verein wurde 1952 gegründet und spielt aktuell in der Ligue 1. Er gehört zu den erfolgreichsten Vereinen seines Landes. 1971, 1998 und 1999 konnte der Verein jeweils die Meisterschaft gewinnen. Dazu gewann er 1974, 1977, 1996 und 1997 den nationalen Pokal.

## Statistik in den CAF-Wettbewerben
| Saison | Wettbewerb               | Runde         | Gegner                | Gesamt           | Hin     | Rück    |
| ------ | ------------------------ | ------------- | --------------------- | ---------------- | ------- | ------- |
| 1971   | CAF Champions Cup        | 1. Runde      | AS Porto-Novo         | 3:0              | 1:0 (A) | 2:0 (H) |
| 1971   | CAF Champions Cup        | 2. Runde      | Dynamic Togolais      | 1:4              | 1:2 (H) | 0:2 (A) |
| 1997   | African Cup Winners’ Cup | 1. Runde      | SO Armée Yamoussoukro | 1:2              | 0:0 (H) | 1:2 (A) |
| 1998   | African Cup Winners’ Cup | Qualifikation | TP USCA Bangui        | *                |         |         |
| 2000   | CAF Champions League     | 1. Runde      | Primeiro de Agosto    | 2:5              | 2:1 (H) | 0:4 (A) |
| 2001   | African Cup Winners’ Cup | 1. Runde      | Niger Tornadoes       | 1:1 (i. E.: 4:5) | 1:0 (H) | 0:1 (A) |
| 2016   | CAF Confederation Cup    | Qualifikation | Akwa United           | 1:1 (i. E.: 6:5) | 0:1 (H) | 1:0 (A) |
| 2016   | CAF Confederation Cup    | 1. Runde      | Police FC             | 1:0              | 0:0 (H) | 1:0 (A) |
| 2016   | CAF Confederation Cup    | 2. Runde      | Sagrada Esperança     | 1:4              | 1:2 (H) | 0:2 (A) |

- 1998: Der Verein verzichtete auf die Teilnahme aus finanziellen Gründen nach der Auslosung.

Legende: (a) – Auswärtstorregel, (i. E.) – im Elfmeterschießen, (n. V.) – nach Verlängerung